# Wacław Boratyński
Wacław Boratyński (ur. 28 sierpnia 1908 w Ryglicach, zm. 25 września 1939 we Lwowie) – polski malarz i grafik.

## Życiorys
Urodził się i wychował w Ryglicach koło Tarnowa jako syn Leona, pracownika budowlanego i rzeźbiarza–amatora, oraz Julii z Piotrowskich. Miał sześcioro rodzeństwa. Jego ojciec zginął podczas I wojny światowej i utrzymaniem zubożałej rodziny musiała zająć się matka. Już jako małe dziecko lubił rysować, ujawniając przy tym uzdolnienia plastyczne. Jego talent zauważył – również urodzony w Ryglicach – ksiądz Jan Pabis z klasztoru zgromadzenia księży filipinów w Głogówku koło Gostynia. Duchowny postanowił wziąć pod opiekę ubogiego, lecz uzdolnionego chłopca. W 1921 przywiózł go z Małopolski, zapisał do Miejskiego Gimnazjum Klasycznego w Gostyniu i umieścił w konwikcie na Świętej Górze.
Kształcąc się w szkole, rozwijał jednocześnie swój talent plastyczny, w czym bardzo mu pomagał Władysław Kołomłocki – malarz i rysownik, ówcześnie gimnazjalny nauczyciel rysunku i geografii. Na wystawie w Poznaniu poznał później Wojciecha Kossaka, którego twórczość wywarła na nim wielkie wrażenie. Rezultatem tej fascynacji były namalowane przez niego takie obrazy jak Bitwa, Czarniecki i husaria, Odwrót i Szwoleżer. Próbował też rzeźbiarstwa. W 1927 wykonał kamienną kopię, znajdującego się w Kielcach Pomnika Czynu Legionowego, projektu Jana Raszki, która na Cmentarzu Rakowickim w Krakowie została umieszczona na mogile legionistów poległych w czasie I wojny światowej.
W 1927 po ukończeniu gimnazjum i zdanej maturze zapisał się do Szkoły Sztuk Plastycznych w Poznaniu, ale szybko przeniósł się do Państwowej Szkoły Sztuk Zdobniczych i Przemysłu Artystycznego w Krakowie. W maju 1929, na wystawie swoich prac, poznał rzeźbiarza Stanisława Szukalskiego, który w poprzednim roku powrócił ze Stanów Zjednoczonych. Zafascynowany ideami artystycznymi Szukalskiego przyłączył się do założonej przez niego grupy artystycznej „Szczep Szukalszczyków herbu Rogate Serce”, poszukującej inspiracji w kulturze dawnej słowiańszczyzny. Jako członek Rogatych Serc przybrał imię: „Pracowit z Ryglic”. Po niedługim czasie ostał pierwszym szczepowym. Członkowie grupy, w której znajdowali studenci PSSZiPA, tworzyli głównie prace związane z historią Polski i mitologią słowiańską. Wywarli duży wpływ na młodych artystów krakowskich. Niestety z tego okresu zachowały się tylko nieliczne jego prace, m.in. Łokietek wygnaniec, Ostatni dar dla Rzeczypospolitej, Cecora i Heretyk.
W 1931 zamieszkał na stałe w Poznaniu. W 1933 rozszerzył swoje zainteresowania o sztukę użytkową. Dysponował bogatym warsztatem. Ulubioną techniką, jaką się posługiwał, był rysunek ołówkiem. Doskonale władał piórkiem i kredką. Chętnie malował też akwarelą. Technikę tę stosował do przedstawiania krajobrazów Podkarpacia – swoich stron rodzinnych.
Współpracował z polskimi czasopismami artystycznymi m.in. krakowską „Polonią” oraz tamtejszym wydawnictwem Salon Malarzy Polskich. W okresie 1936–1937 ilustrował poznańskie pismo „Tęcza”, w którym zamieszczał też swoje przemyślenia na temat historii sztuki. Był również
współpracownikiem działu wydawniczego Księgarni św. Wojciecha w Poznaniu. W latach 1938–1939 zaprojektował dla Poczty Polskiej 24 znaczki. Za wydaną w 1938 dziesięcioznaczkową serię, tzw. historyczną, otrzymał I nagrodę w otwartym konkursie na projekt zestawu znaczków pocztowych upamiętniających 20. rocznicę odzyskania niepodległości przez Rzeczpospolitą Polskąj. Jego dziełem była też seria wyemitowana z okazji Międzynarodowych Zawodów Narciarskich FIS w Zakopanem (1938), a także zestaw kart pocztowych wydanych z okazji 25. rocznicy wymarszu I Kompanii Kadrowej Legionów (1939). Ponadto zaprojektował medal Ogólnopolskiej V Wystawy Filatelistycznej w Warszawie (1938).
W 1939 wraz z wybuchem II wojny światowej został zmobilizowany i w stopniu podchorążego przydzielony do 18 pułku piechoty Wojska Polskiego. Walczył z Niemcami w obronie Lwowa. Podczas walki doznał ciężkich obrażeń i 25 września 1939 zmarł w szpitalu „Politechnika”. Dwa dni później pochowano go na pobliskim cmentarzu. Jego mogiła jednak nie dotrwała do końca wojny.

## Wybrana twórczość

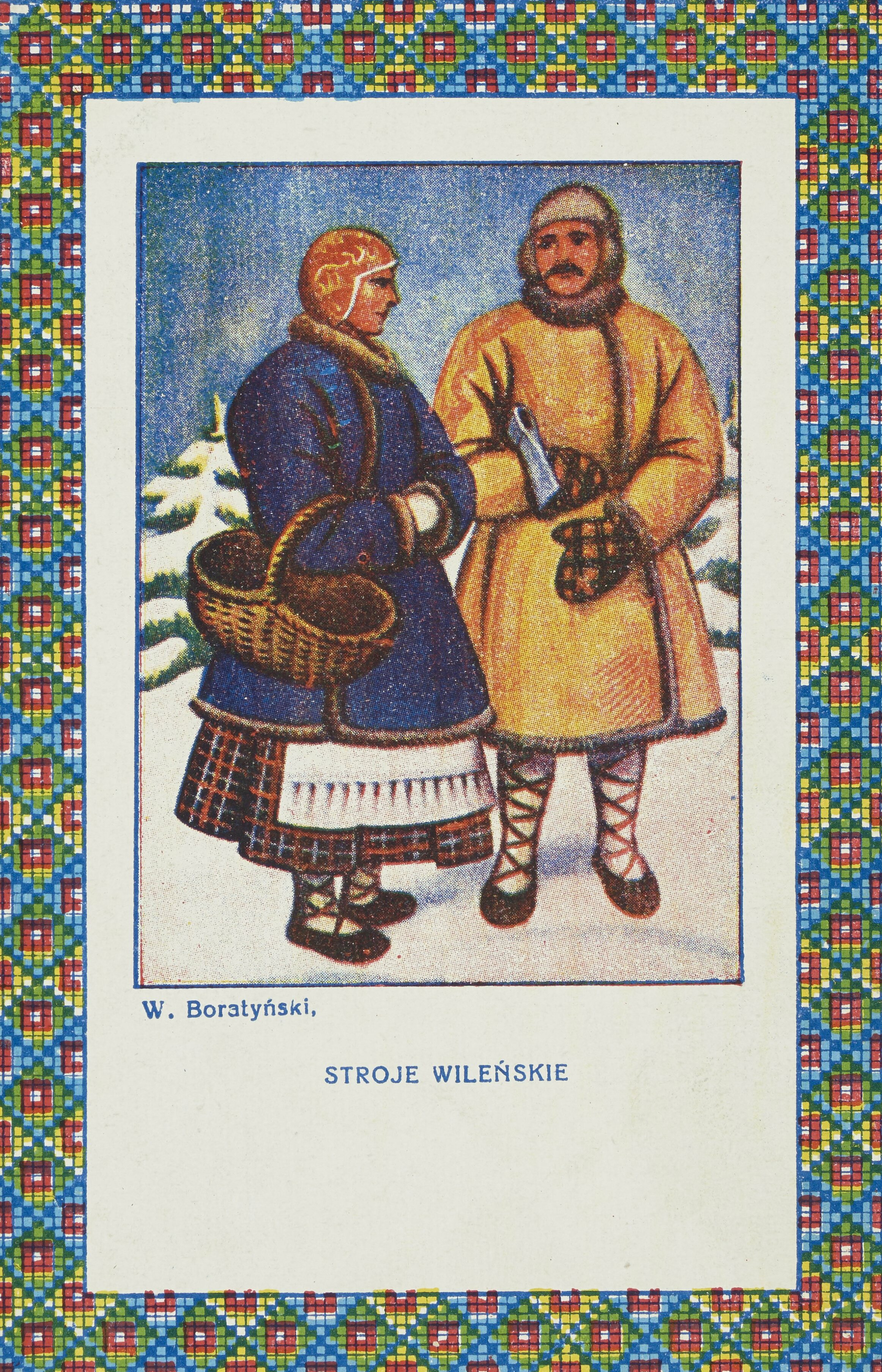
Stroje wileńskie
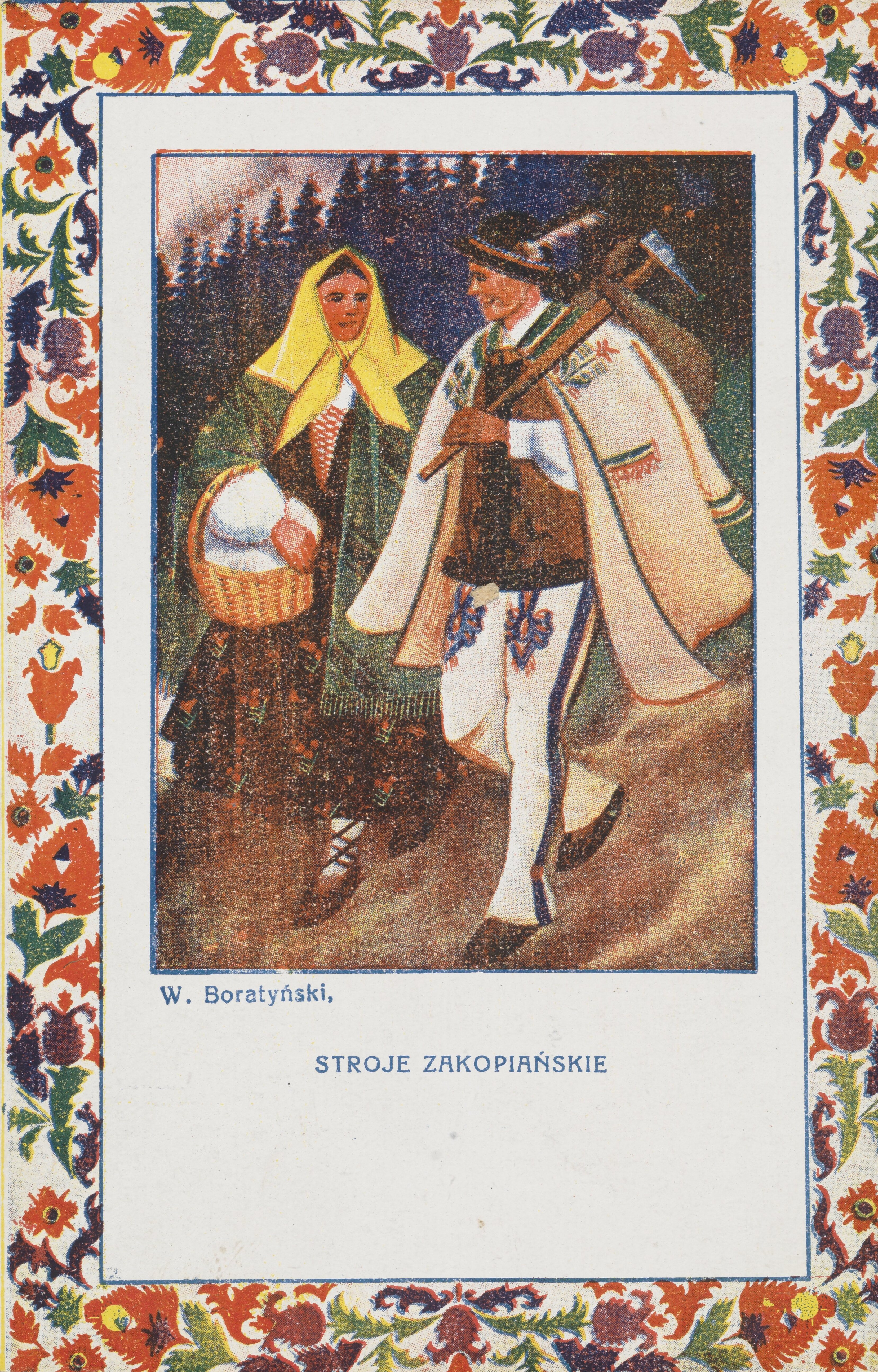
Stroje zakopiańskie
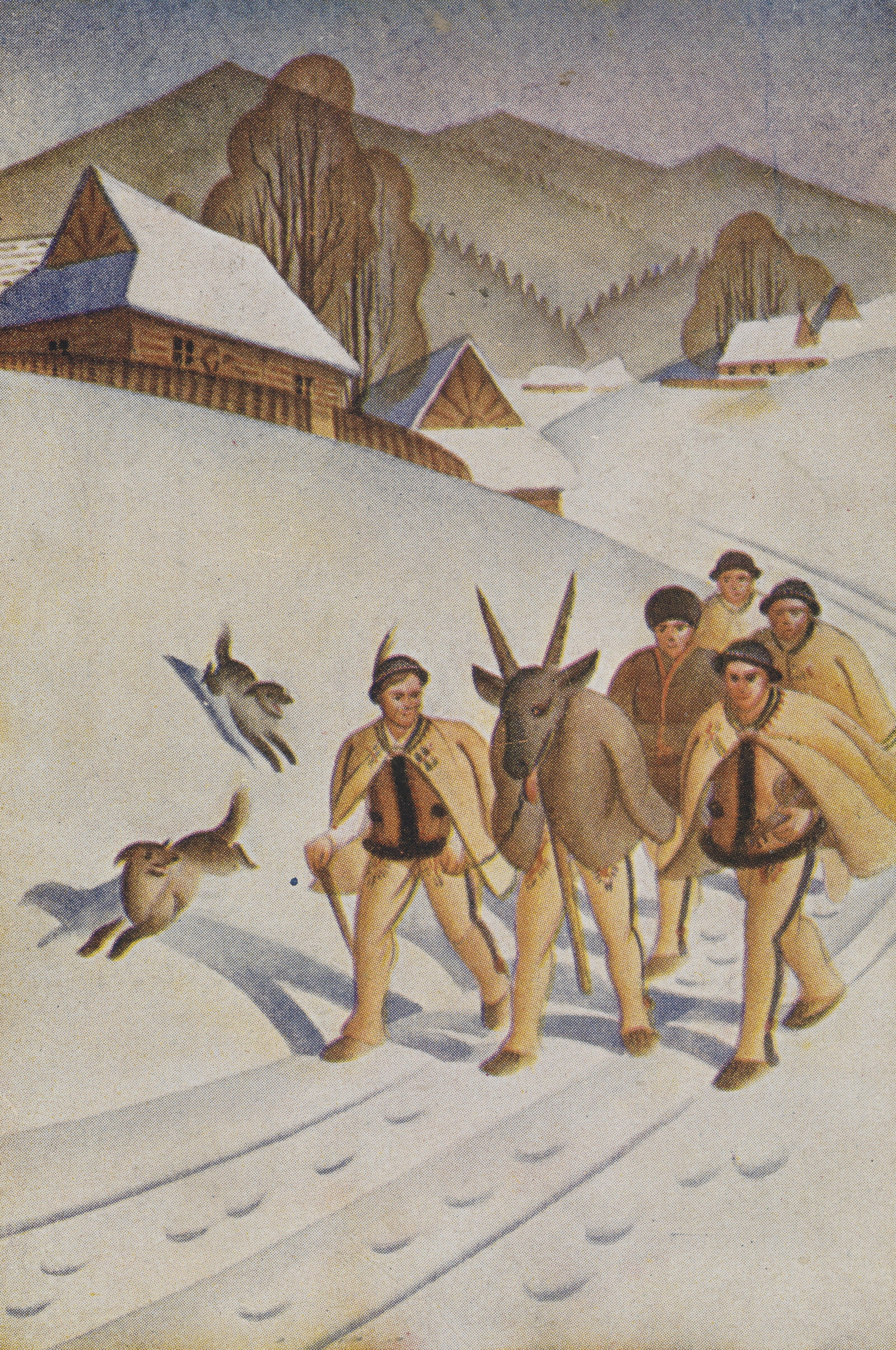
Wesołych Świąt
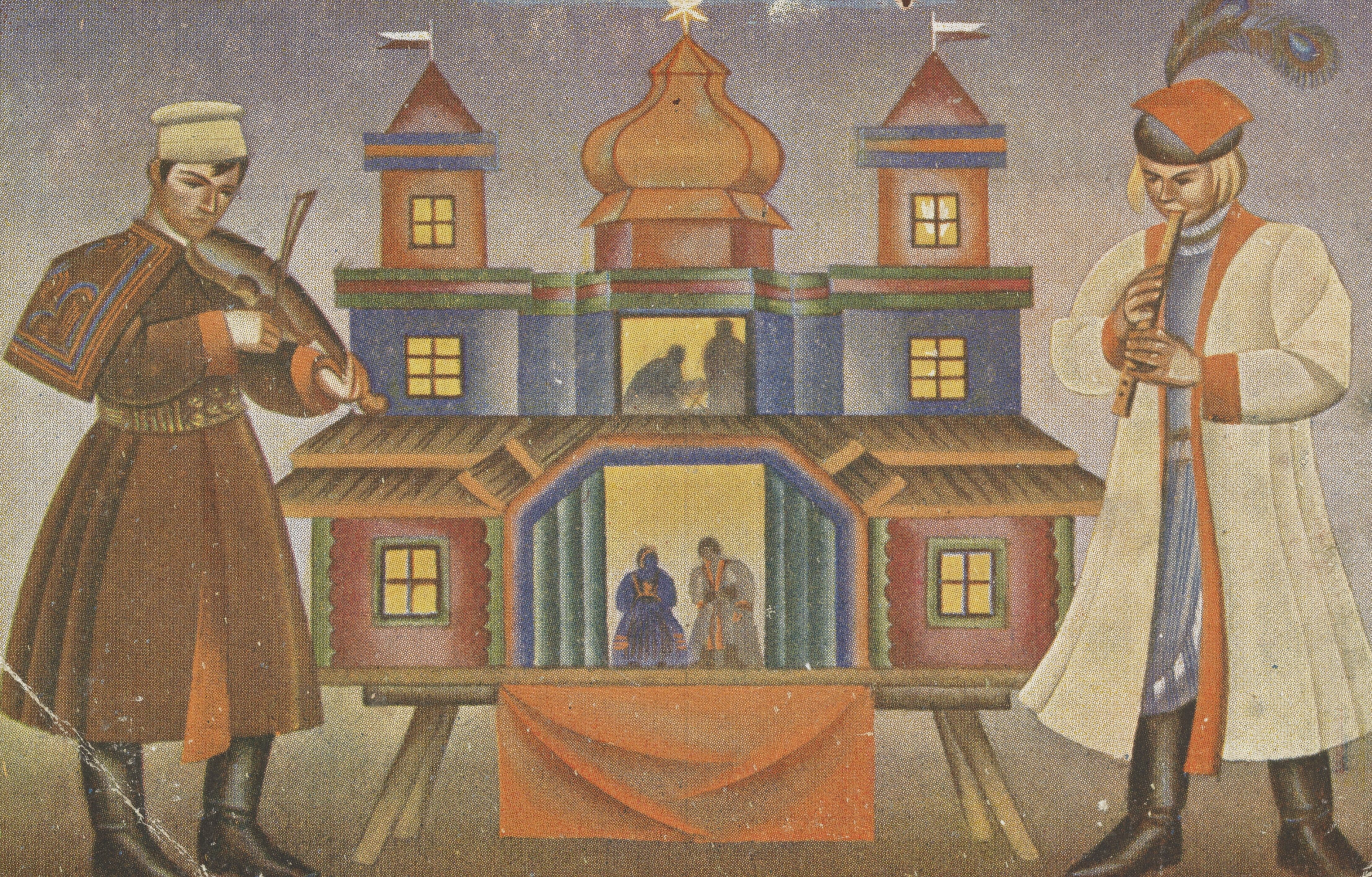
Wesołych Świąt
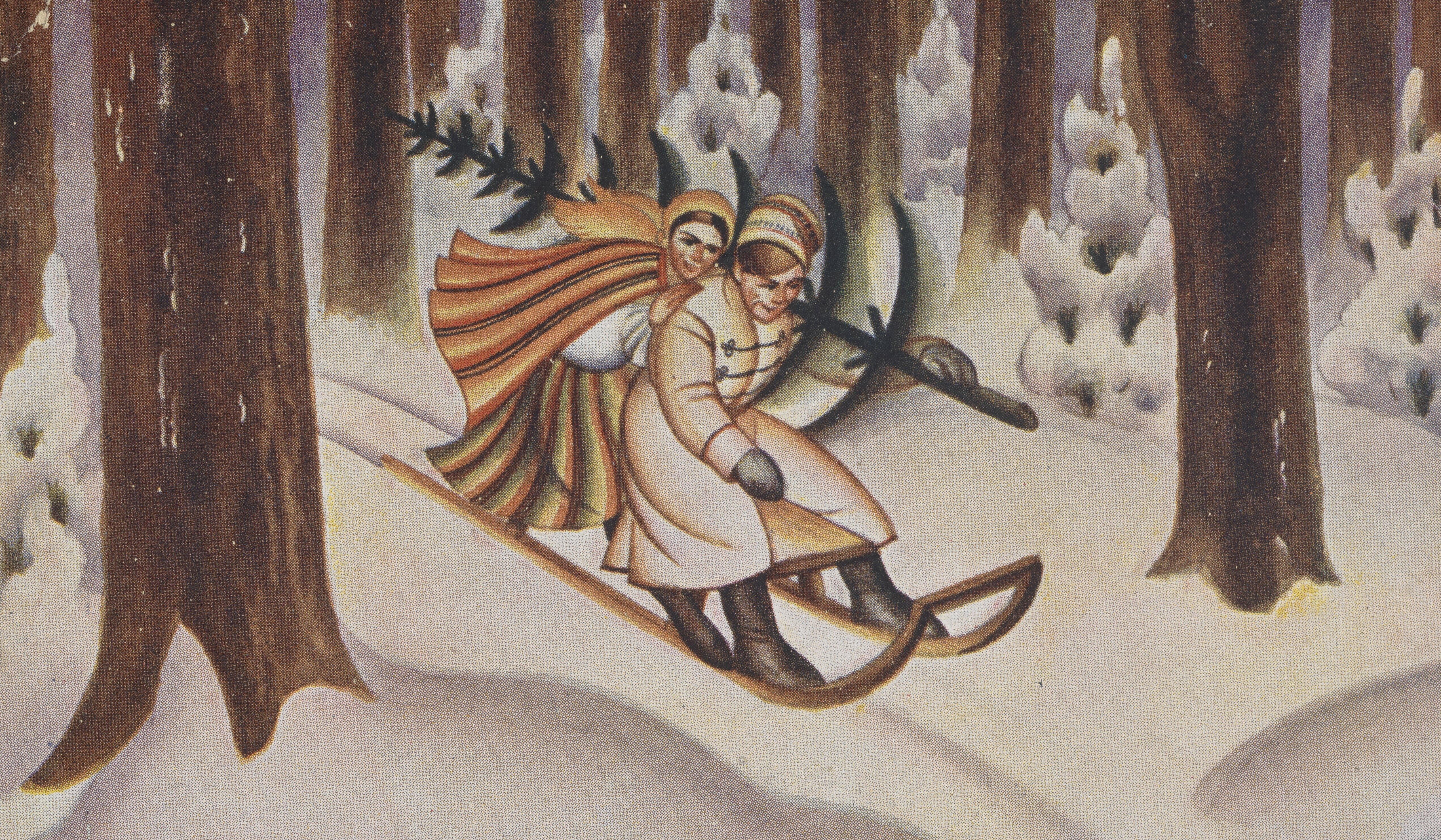
Wesołych Świąt
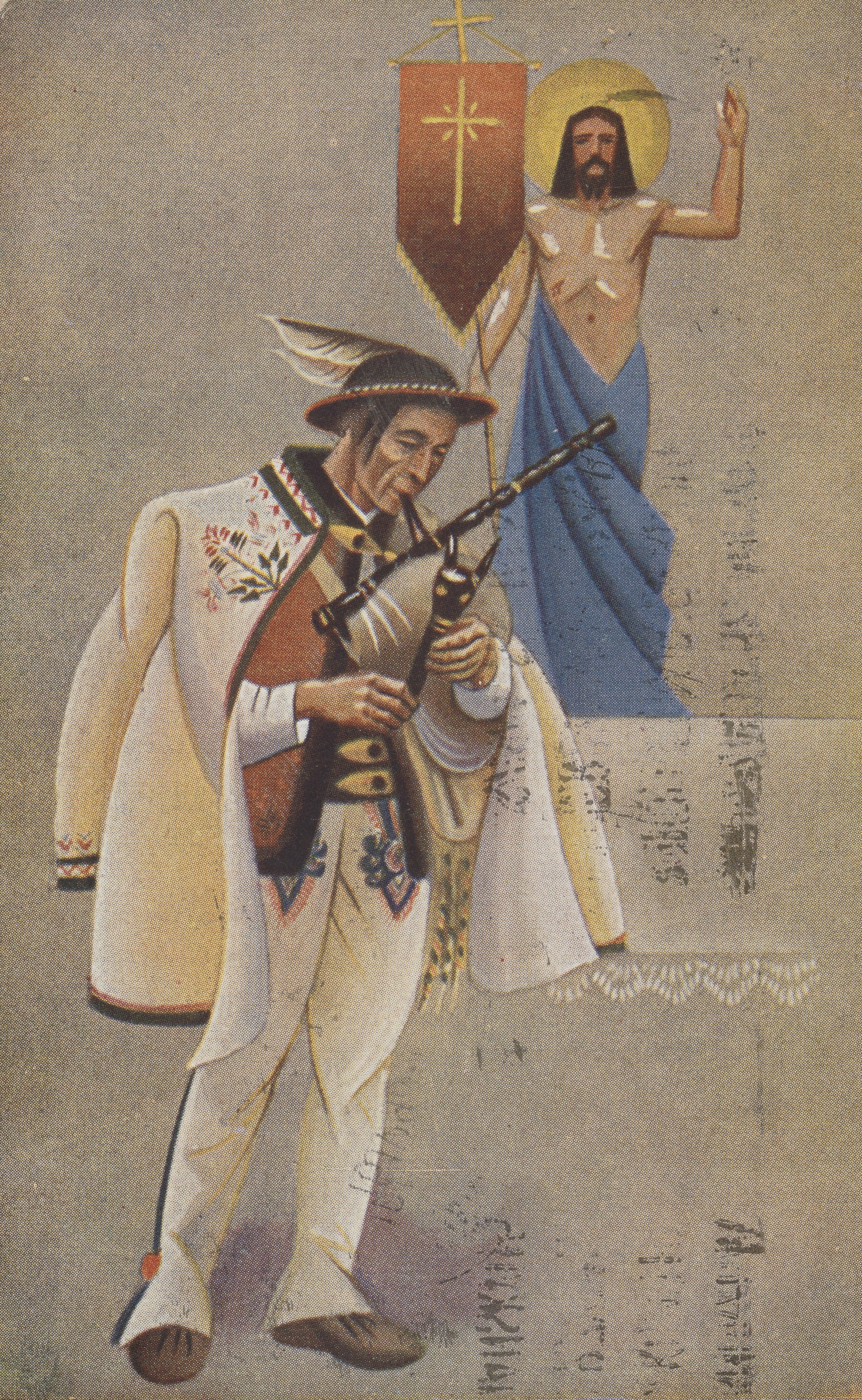
Wesołego Alleluja
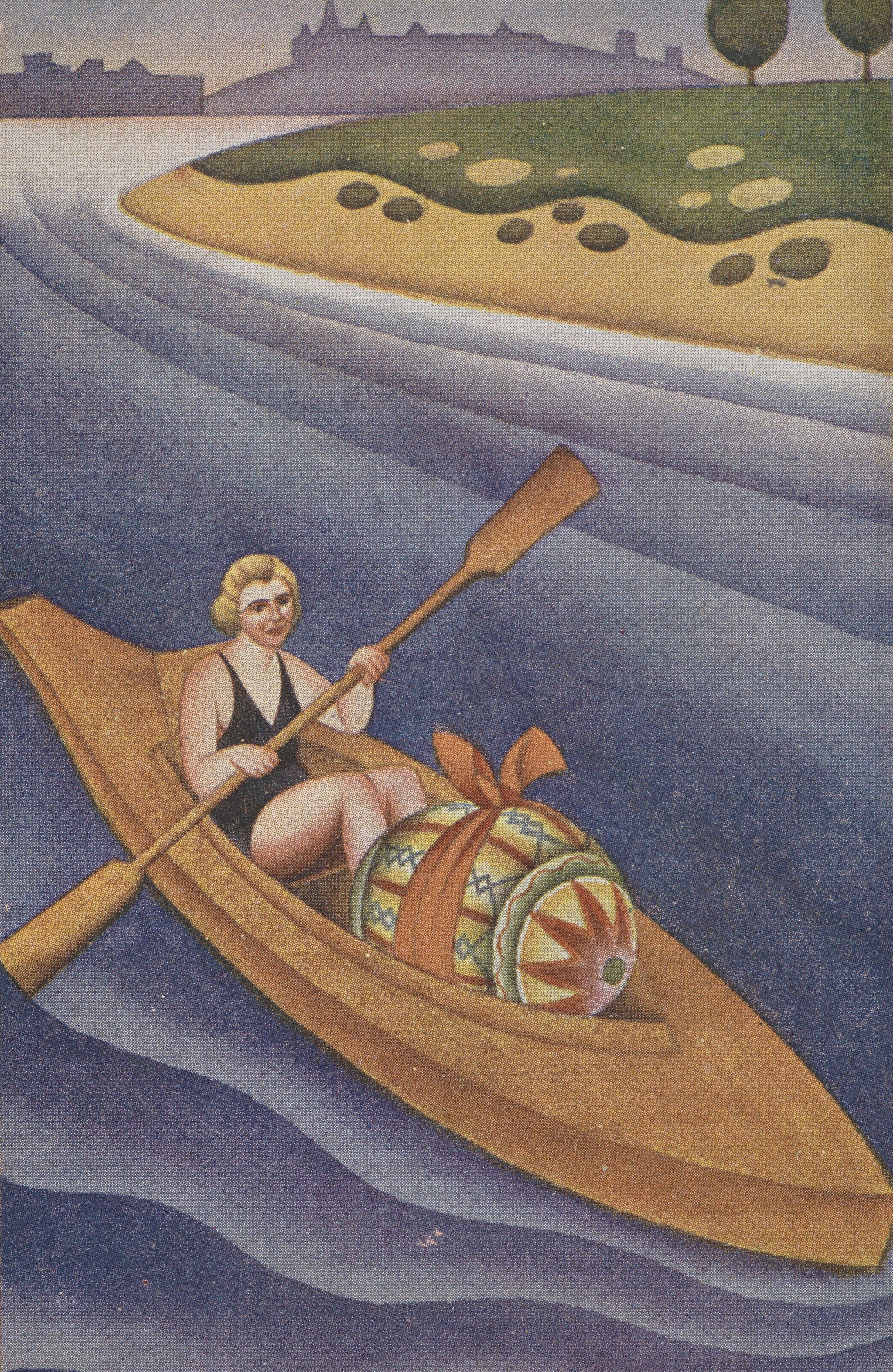
Wesołego Alleluja
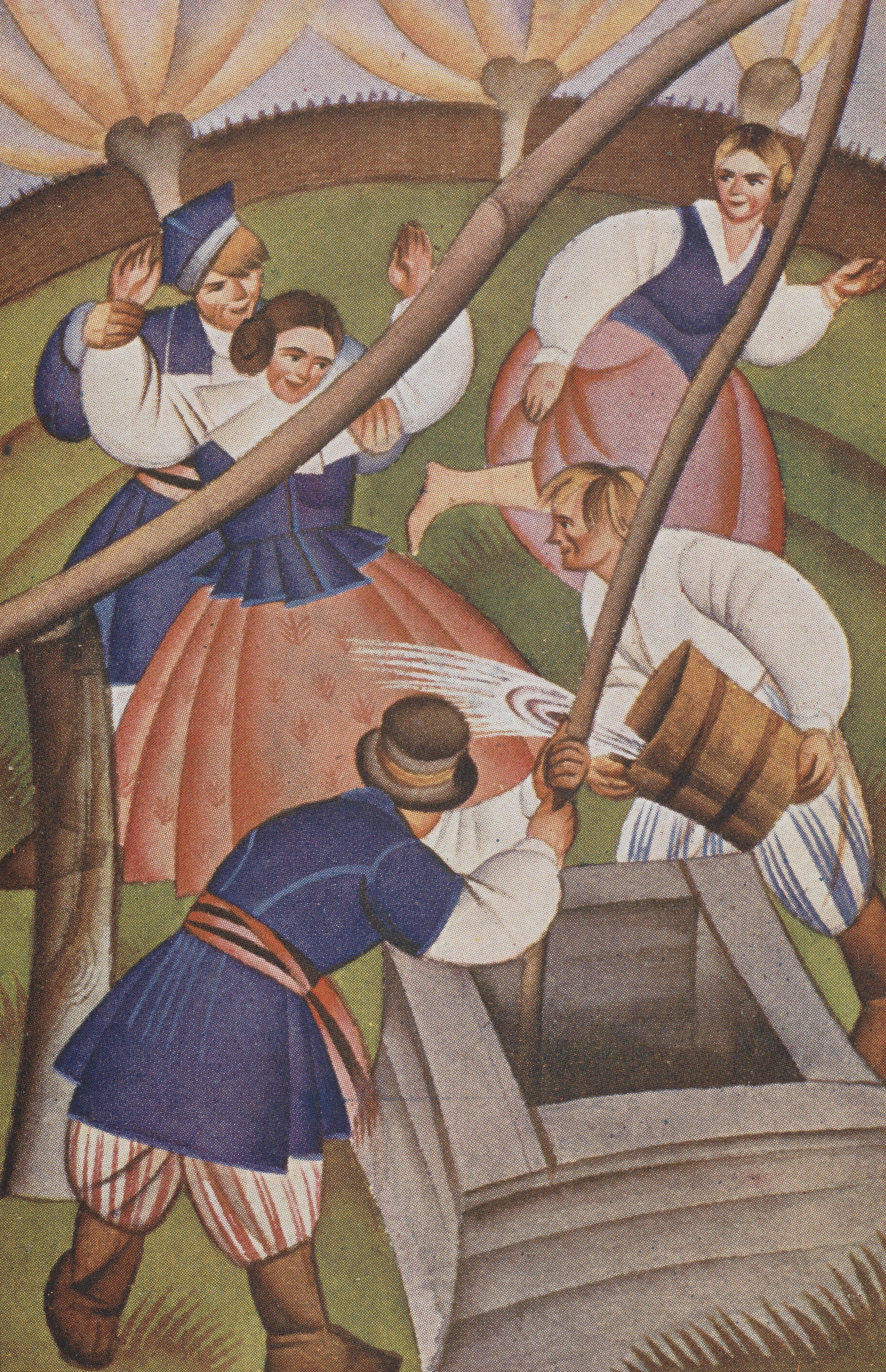
Wesołego Alleluja
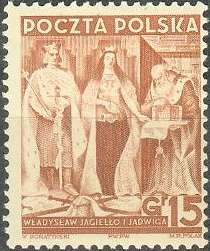
Znaczek pocztowy 20. rocznica odzyskania niepodległości (Jagiełło i Jadwiga – z mieczami)

### Ilustracje książkowe
- Biskupianie, aut. Jan z Domachowa Bzdęga
- Krzyżacy, aut. Henryk Sienkiewicz
- Ziemia gromadzi prochy, aut. Józef Kisielewski
- Król trędowaty, aut. Zofia Kossak-Szczucka
- Krzyżowcy, aut. Zofia Kossak-Szczucka

### Znaczki pocztowe
- 150. rocznica uchwalenia konstytucji Stanów Zjednoczonych, 1938
- Ogólnopolska V Wystawa Filatelistyczna • Warszawa 1938, 1938
- Pierwszy polski lot do stratosfery, 1938
- Powrót Zaolzia do macierzy, 1938
- 20. rocznica odzyskania niepodległości (seria nry kat. 310–320), 1938
- 20. rocznica odzyskania niepodległości (seria), 1938 – Port Gdańsk
- Wydanie dobroczynne z dopłatą na pomoc zimową (seria), 1938
- Międzynarodowe Zawody Narciarskie FIS w Zakopanem (seria), 1939
- 25. rocznica wymarszu I Kompanii Kadrowej Legionów, 1939
- Jagiełło i Jadwiga (znaczek nr kat. 312 o zmienionym rysunku – bez mieczy), 1939
- Wydanie przedrukowe „Generalgouvernement” (seria, nr kat. GG17–GG27, GG30–GG32, GG33I–GG33II, GG34), 1940 – wyd. Generalne Gubernatorstwo

## Upamiętnienie
- W uznaniu zasług artysty Poczta Polska wydała w 1985 kartkę pocztową (Cp 908), na której na znaku opłaty o wartości 5 zł znajduje  się wizerunek artysty[4]. Umieszczono na niej także reprodukcje znaczków jego autorstwa oraz napis: Wacław Boratyński 1908 – 1939 • Wybitny grafik i twórca projektów polskich znaczków pocztowych.
- Gostyńskie Towarzystwo Kulturalne wydało w 1992 pracę zbiorową pt. Artysta malarz „Pracowit z Ryglic” • Wacław Boratyński 1908–1939 • Szkice do portretu.